# Kleinblättrige Paraquilegia
Die Kleinblättrige Paraquilegia (Paraquilegia microphylla) ist eine Pflanzenart aus der Familie der Hahnenfußgewächse (Ranunculaceae).

## Merkmale

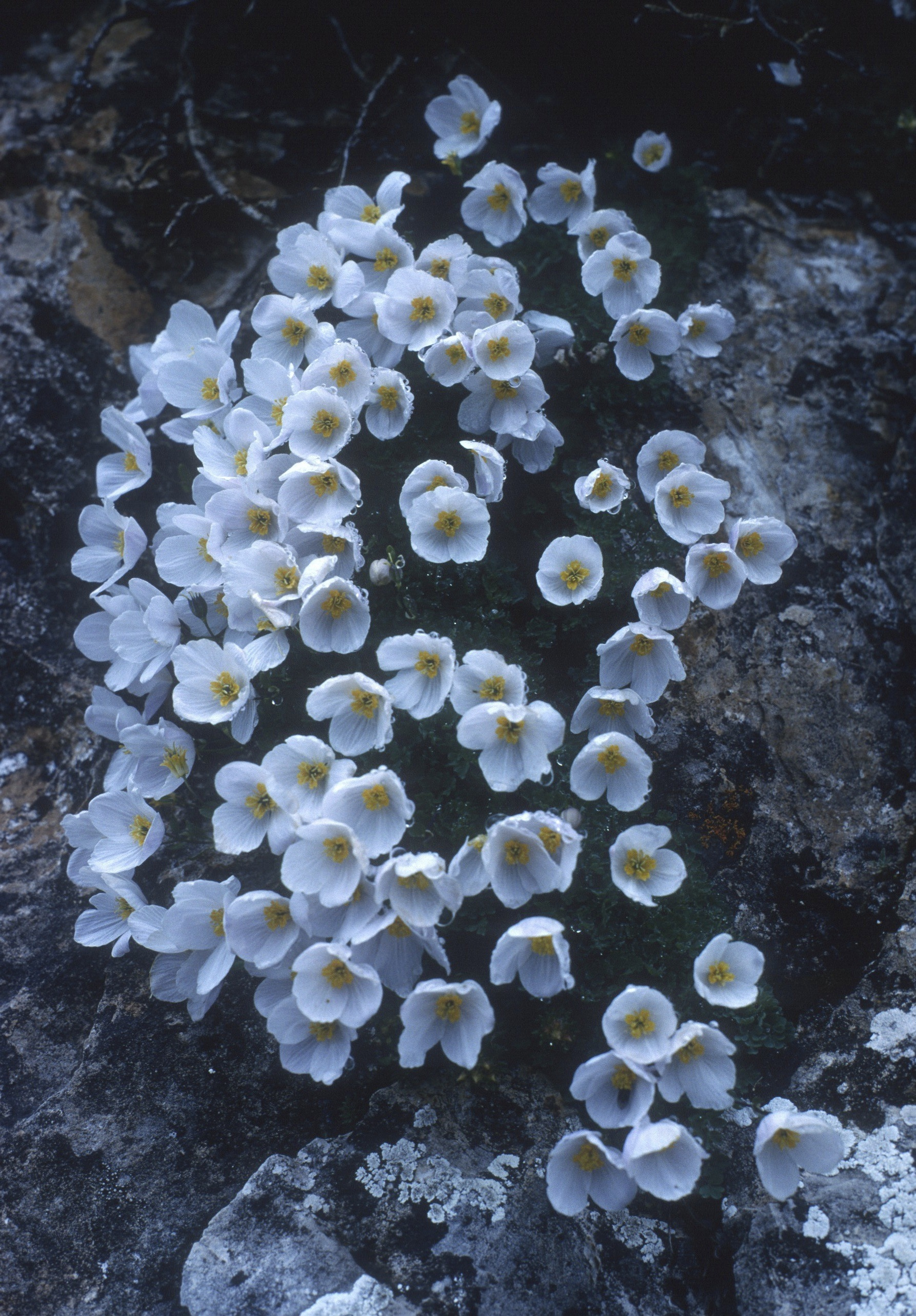
Kleinblättrige Paraquilegia (Paraquilegia microphylla)

Die Kleinblättrige Paraquilegia ist eine ausdauernde, krautige Pflanze, die Wuchshöhen von 3 bis 18 Zentimeter erreicht. Die langstieligen Laubblätter sind gewöhnlich doppelt dreizählig, der Blattstiel ist 2,5 bis 11 Zentimeter lang. Die kahlen Blättchen sind kurz gestielt und dreilappig bis -schnittig. 
Die Blüten erscheinen endständig und einzeln. Die zwittrigen und gestielten Blüten sind fünfzählig mit doppelter Blütenhülle. Die Blütenhüllblätter sind 14 bis 25 Millimeter lang, 9 bis 15 Millimeter breit und meist blass lavendelblau, selten auch weiß gefärbt. Es sind einige oberständige und kahle, genäherte Stempel und kurze Staubblätter ausgebildet.
Die Blütezeit reicht von Juni bis August. Es werden kleine Balgfrüchte mit Griffelresten gebildet, die kleinen Samen sind schmal geflügelt und glatt. 
Die Chromosomenzahl beträgt 2n = 14.

## Vorkommen
Die Kleinblättrige Paraquilegia kommt in West- und Ost-Sibirien, im Pamir-Alai, Tian Shan, Iran, in Nord-Pakistan, in der Mongolei, in Sikkim, Nepal sowie in West- und Zentral-China vor. Die Art wächst auf Felsen und in Felsfugen in Höhenlagen von 2700 bis 4300 Meter. Sie gedeiht in China in den Provinzen südwestliches Gansu, Qinghai, westliches Sichuan, Xinjiang und Tibet.

## Taxonomie
Die Kleinblättrige Paraquilegia wurde von John Forbes Royle 1834 als Isopyrum microphyllum Royle in Ill. Bot. Himal. Mts. [Royle] 54, t. 11, f. 4 erstbeschrieben. Die Art wurde 1920 von James Ramsey Drummond und John Hutchinson in Bull. Misc. Inform. Kew 1920(5): 157 in die von ihnen neu aufgestellte Gattung Paraquilegia gestellt. Synonyme für Paraquilegia microphylla (Royle) J.R.Drumm. & Hutch. sind Isopyrum microphyllum Royle und Isopyrum grandiflorum Fisch. ex DC. var. microphyllum (Royle) Finet & Gagnep..

## Nutzung
Die Kleinblättrige Paraquilegia wird selten als Zierpflanze in Steingärten und Alpinhäusern genutzt.